# Abdelilah Bagui
Abdelilah Bagui (Fès, 17 febbraio 1978) è un ex calciatore marocchino, di ruolo portiere.

## Carriera

### Club
Dopo gli esordi nella terra natale in Marocco, si trasferisce in Russia, dove veste anche la maglia dello Spartak Mosca. Tornato in patria conclude la carriera a 35 anni nel 2013.

### Nazionale
Con la Nazionale marocchina ha partecipato alle Olimpiadi del 2000 e alla Coppa d'Africa nel 2002 e nel 2008.